# Enslaved
Enslaved é uma banda de black metal progressivo da Noruega, formada na cidade de Haugesund, Noruega.

## História
Enslaved foi criada em 1991 pelo tecladista e guitarrista Ivar Bjornson Peersen e pelo baixista Grutle Kjellson. No verão de 1992 é gravada a primeira demo, com Trym na bateria. No ano seguinte a banda apresenta a demo Hordanes Land, que foi lançada como álbum split, em conjunto com a banda Emperor.
O ano de 1994 foi muito produtivo para a banda: na primavera é lançado o primeiro álbum Vikingligr Veldi, e no Inverno é a vez de Frost. No início de 1995 a banda inicia a Winter War Europe Tour ’95, tendo sido a primeira banda norueguesa de black metal a apresentar-se nos Estados Unidos, México e Canadá. Pouco depois Trym Torson junta-se á banda Emperor.
O próximo álbum, Eld, foi gravado com o baterista Harald Helgeson, mas a banda achou que não era uma boa solução e contratou Dirge Rep, bem como R. Kronheim.

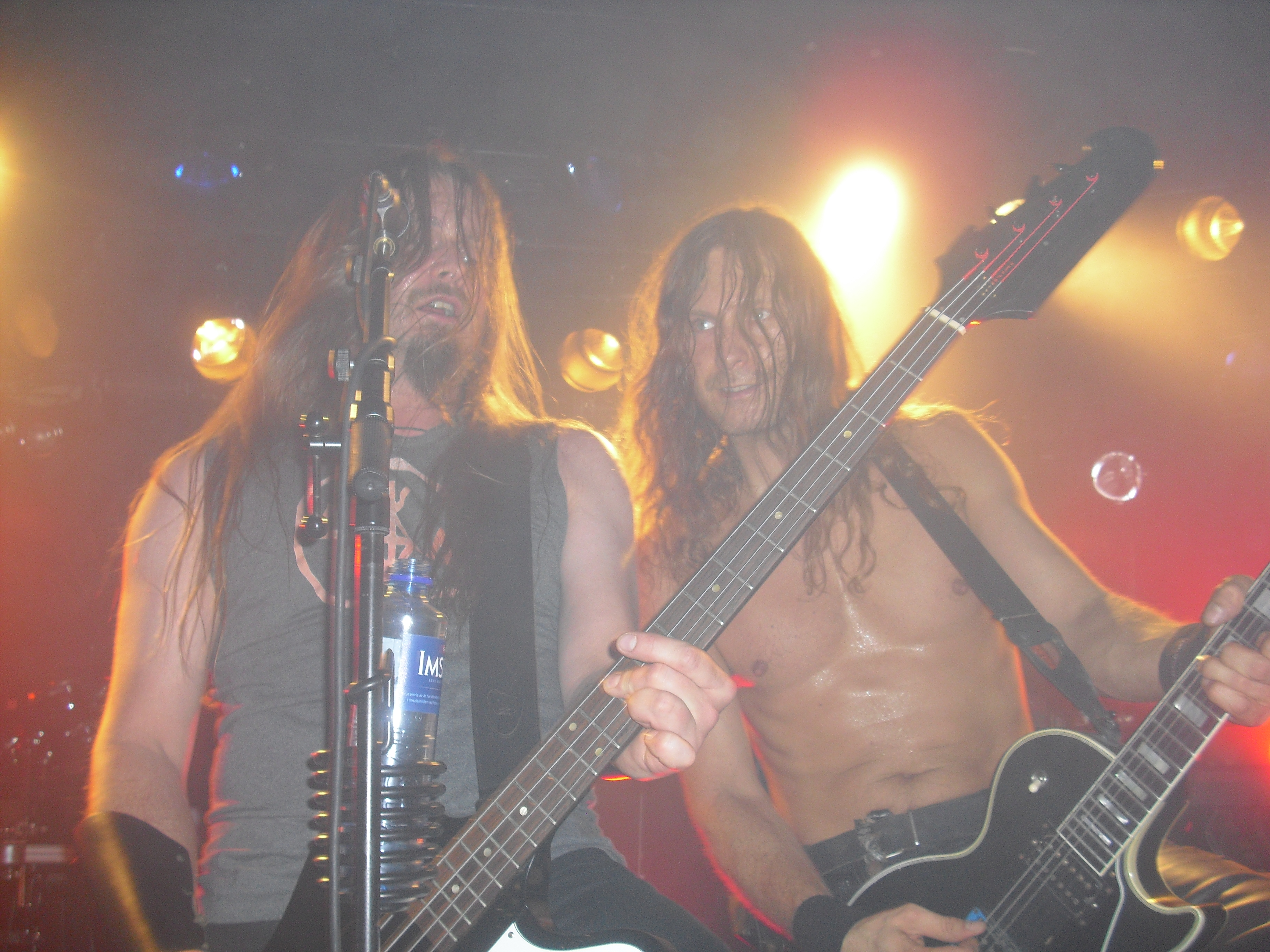
Enslaved durante performance em Oslo em outubro de 2012

Em 2000 é apresentado o álbum Mardraum - Beyond the Within. Este álbum originou grande agitação nos circuitos do metal extremo. Em 2001 Monumension teve a mesma recepção positiva, o que deixou a banda admirada. Em março de 2002 Kronheim deixa a banda.
Below the Lights (2003) é uma mistura entre o black metal inicial da banda e o progressive e dark metal do álbum Mardraum. Dirge Rep deixa a banda após a gravação deste álbum. A banda aproveita este facto para mudar a formação: Cato Bekkevold, Arve Isdal e Herbrand Larsen juntam-se á banda.
Esta nova formação grava o álbum Isa, em seguida partem em tour pela Europa.
Enslaved recebe um Grammy norueguês e um Alarm Price pelo álbum Isa. Seguem-se vários festivais durante 2005, que culminam no DVD Return to Yggdrasil.
Ruun, lançado em 2006, é aclamado pela crítica, e recebe o Grammy norueguês de melhor álbum de metal de 2006. A banda participa em vários festivais de verão. Em setembro voltam a fazer uma tour pela Europa. No início de 2007 a banda percorre durante um mês os Estados Unidos e o Canadá, juntamente com a banda Dark Funeral. Em novembro a banda visita a Europa e os Estados Unidos, na Enslaved World Tour Part II.
Em 10 de março de 2015 foi lançado In Times pela Nuclear Blast Records. Em dezembro de 2016, Ivar Bjornson confirma a saída do tecladista e vocalista Herbrand Larsen.
O décimo quarto álbum de estúdio do Enslaved se chama "E", e foi lançado em 13 de outubro de 2017.
A revista Metal Hammer elegeu seu disco Utgard como o nono melhor disco de metal de 2020.

## Integrantes
| - Ivar Bjørnson – guitarra, teclado, backing vocals (1991–atualmente) - Grutle Kjellson – vocal, baixo (1991–atualmente) - Ice Dale (Arve Isdal) – guitarra (2002–atualmente) - Håkon Vinje – teclado, vocal (2017–presente) - Iver Sandøy – bateria, vocal (2018-presente) | - Trym Torson (Kai Johnny Mosaker) – bateria (1991–1995) - Harald Helgeson – bateria (1995–1997) - Richard Kronheim – guitarra (1997–2002) - Dirge Rep (Per Husebø) – bateria (1997–2003) - Herbrand Larsen – teclado, vocal (2004–2016) - Cato Bekkevold – bateria (2003–2018) |

## Discografia
| - Vikingligr Veldi (1994) - Frost (1994) - Eld (1997) - Blodhemn (1998) - Mardraum - Beyond the Within (2000) - Monumension (2001) - Below the Lights (2003) - Isa (2004) - Ruun (2006) - Vertebrae (2008) - Axioma Ethica Odini (2010) - RIITIIR (2012) - In Times (2015) - E (2017) - Utgard (2020) | - Hordanes Land (1993) - The Sleeping Gods (2011) - Thorn (2011) - Nema (1991) - Yggdrasill (1992) - Emperor/Hordanes Land (1993) - The Forest Is My Throne/Yggdrasill (1995) |

## Videografia

### DVDs
- Live Retaliation (2003)
- Return to Yggdrasill - Live in Bergen (2005)

### Videoclipes
- "Isa" 	 - Direção: Asle Birkeland  (2003)
- "Bounded By Allegiance" 	 (2005)
- "Path To Vanir"  - Direção:Asle Birkeland 	 (2006)
- "Essence" 	 (2007)
- "The Watcher"  - Direção:Patric Ullaeus 	 (2008)
- "Thoughts Like Hammers"  - Direção:Jerome Siegelaer 	 (2012)